# Dynamo Stadion
Dynamo Stadion (en kirghize : Динамо Стадион) est un stade multi-usage à Bichkek, au Kirghizistan.
Il est actuellement utilisé pour la plupart des matchs du Championnat du Kirghizistan de football et pour les matchs à domicile du Sher-Ak-Dan Bichkek.
Le stade a une capacité de 10 000 personnes.